# Pakistán en los Juegos Olímpicos de Río de Janeiro 2016
Pakistán participa en los Juegos Olímpicos de 2016 en Río de Janeiro, Brasil, del 5 al 21 de agosto de 2016.
El tirador Ghulam Mustafa Bashir fue el abanderado durante la ceremonia de apertura.
Participan un total de siete deportistas, siendo la delegación más pequeña de Pakistán en los Juegos Olímpicos. Los atletas ingresaron a los juegos a través de invitaciones o puntos de cuota, mientras que dos de ellos (los nadadores Lianna Swan y Haris Bandey) son extranjeros nacionalizados.

## Deportes
Atletismo
- Mehboob Ali (400 metros masculino)
- Najma Parveen (400 metros femenino)

Judo
- Shah Hussain Shah (-100 kg masculino)

Natación
- Haris Bandey (400 metros estilo libre masculino)
- Lianna Swan (50 metros estilo libre femenino)

### Natación
| Atleta       | Evento      | Preliminares | Preliminares | Semifinales | Semifinales | Final     | Final     |
| Atleta       | Evento      | Tiempo       | Pos.         | Tiempo      | Pos.        | Tiempo    | Pos.      |
| ------------ | ----------- | ------------ | ------------ | ----------- | ----------- | --------- | --------- |
| Haris Bandey | 400 m libre | 4:33,13      | 50.º         | –           | –           | No avanzó | No avanzó |

Tiro
- Ghulam Mustafa Bashir (pistola rápida a 25 metros masculino)
- Minhal Sohail (rifle de aire a 10 metros femenino)